# Chiến hạm nổ tung
Chiến hạm nổ tung là một bộ phim truyền hình được thực hiện bởi Hãng phim Hòa Bình cùng Phát Nam Thiên do Trần Chí Thành và NSƯT Khương Đức Thuận làm đạo diễn. Phim được chuyển thể từ tiểu thuyết Câu lạc bộ chính khách của nhà văn Lê Tri Kỷ. Phim phát sóng vào lúc 17h30 hàng ngày bắt đầu từ ngày 20 tháng 8 năm 2012 và kết thúc vào ngày 18 tháng 9 năm 2012 trên kênh HTV9.

## Nội dung
Chiến hạm nổ tung xoay quanh Nguyễn Thị Lợi (Huệ Minh) là một thôn nữ Nam Bộ, bế con từ Châu Đốc ra Bắc tìm chồng. Chị phải gánh chịu những nỗi đau: con bị pháo của Pháp bắn chết ngay trên tay chị, gia đình chồng hắt hủi, chồng phụ bạc... Hai lần chị tìm đến cái chết, hai lần được đồng bào và các chiến sĩ công an cứu mạng, trong đó có Văn Hoàng (Xuân Trường).

## Diễn viên
- Huệ Minh trong vai Nguyễn Thị Lợi[6]
- Xuân Trường trong vai Văn Hoàng
- Ngọc Thảo trong vai Trúc Lâm

Cùng một số diễn viên khác....

## Giải thưởng
| Năm  | Giải thưởng    | Hạng mục                    | (Người) đề cử | Kết quả   | Tham khảo   |
| ---- | -------------- | --------------------------- | ------------- | --------- | ----------- |
| 2012 | Giải Cánh diều | Nữ diễn viên chính xuất sắc | Huệ Minh      | Đoạt giải | [ 7 ] [ 8 ] |